# Reginald Ruggles Gates
Reginald Ruggles Gates, född 1 maj 1882, död 12 augusti 1962, var en brittisk-kanadensisk botaniker och cytolog.
Reginald Ruggles Gates blev professor vid Londons universitet 1921. Han har framför allt ägnat sig åt utredandet av Oenothera-mutationerna och deras cytologi samt mutationernas betydelse för utvecklingen. I samband med det gjorde han speciella undersökningar över cellkärnans struktur samt Meiosens och mitosens förlopp. Bland hans skrifter märks The mutation factor in evolution with particular reference to Oenothera (1915), The cytology of Oenothera (i Bibliographia genetica, 1928), Heredity in man (1929) och Human genetics (2 band, 1946).